# Anders Mossberg (musiker)
Anders Mossberg, född 1959, är en svensk musiker från Fiskebäck, Göteborg. 
Mossberg började i tonåren som basist i den kristna bluesrockgruppen Vatten. Han har därefter spelat med Jerusalem, Per-Erik Hallin, Ingemar Olsson, Charlotte Höglund, Andraé Crouch, Jessy Dixon, Carola Häggkvist, Oslo Gospel Choir, Tata Vega, Reflex, Jan Groth, Rune Edvardsen, Korsdrag, Moti Special,  med flera. Mossberg bodde mellan 1994 och 2015 i Norge, men är sedan dess verksam i Göteborg och arbetar som frilansmusiker, arrangör, musikproducent och musiklärare.